# Памятники государства Рюкю

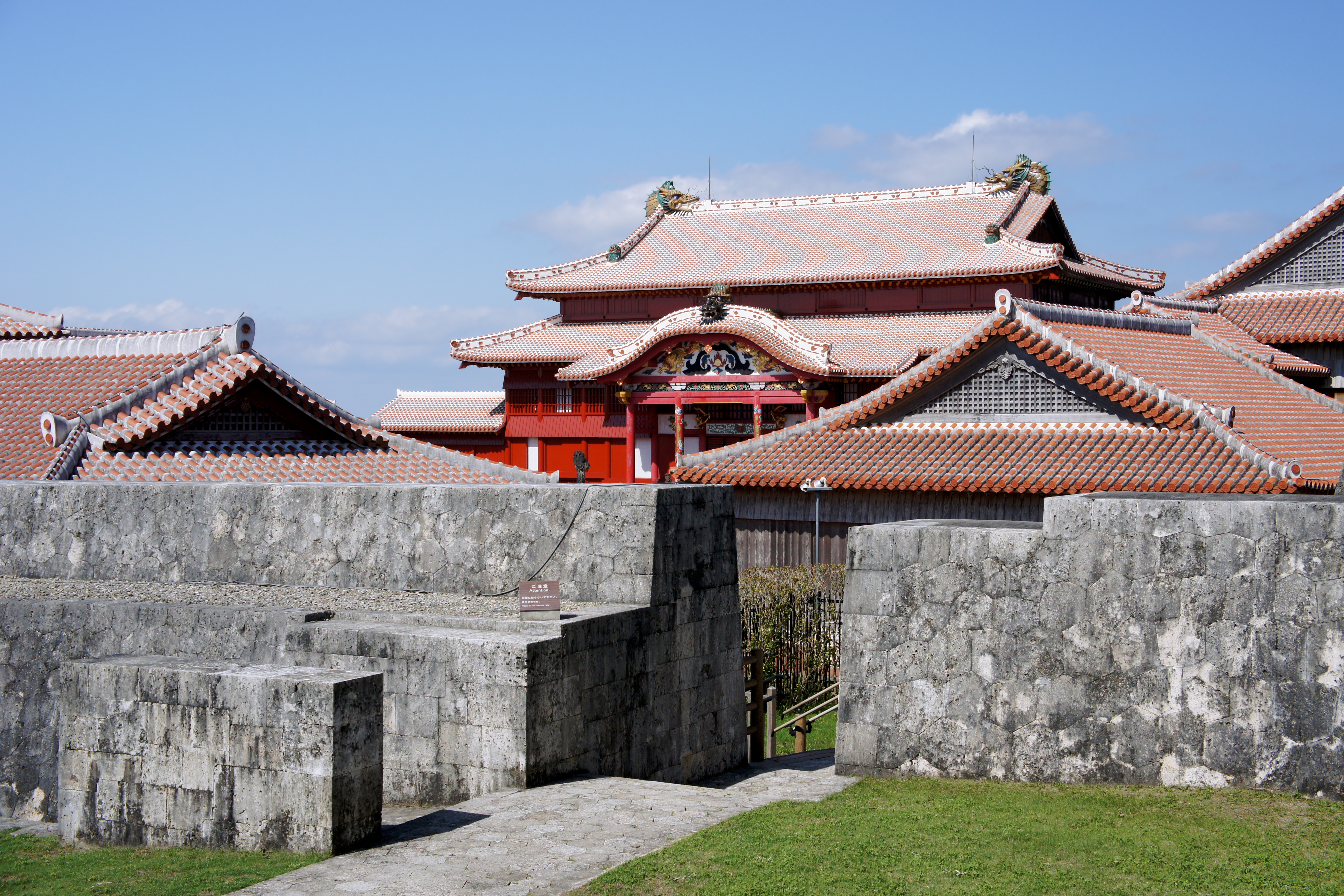
Замок Сюри — один из пяти гусуку, включённых в Список Всемирного наследия.

Замки «гусуку» и связанные с ними памятники древнего царства на островах Рюкю — объект Всемирного наследия ЮНЕСКО, состоящий из девяти памятников, расположенных на территории префектуры Окинава в Японии. Объект наследия включает в себя два утаки (священные места на Окинаве; одно из них является священными воротами, другое рощей), мавзолей Тамаудун, сад и пять замков-гусуку, четыре из которых ныне пребывают в руинах, а один реконструирован. Эти места были внесены в Список Всемирного наследия, поскольку, по мнению ЮНЕСКО, многогранно представляют культуру королевства Рюкю, являющуюся сплавом японского и китайского культурных влияний и одним из важнейших экономических и культурных «мостов» между двумя этими государствами.
Объекты, включённые в Список Всемирного наследия, представляют собой памятники из разных периодов истории королевства Рюкю протяжённостью 500 лет (с XII по XVII века). Они были внесены в Список 30 ноября 2000 года.